# Malatería de San Lázaro
El Albergue Cano Mata más conocido como la Malatería de San Lázaro es un edificio de asistencia situado en la calle Gil Blas en la ciudad asturiana de Oviedo (España).

## Historia
La primera malatería de San Lázaro podría remontarse al año 1146, según José Ramón Tolivar Faes, pues existe un documento que menciona a un vicario de Santa María de Cervielles. En 1235, aparece ya bajo la advocación de San Lázaro, en un documento de venta que se añade a la de Santa María.
En 1251 por si hubiera alguna duda, se menciona a una malata de Cervielles, garantizándose así la existencia de un establecimiento hospitalario. Durante los siglos XV y XVI, el topónimo antiguo coexiste con el de San Lázaro de Entrecaminos, «una denominación que dará más adelante nombre al barrio», añade el estudio.
En 1385 el establecimiento vuelve a ser nombrado en el inventario de parroquias auspiciado por el obispo Gutierre de Toledo bajo la denominación de Santa María del Camino.
En el siglo XV el ayuntamiento de Oviedo se hizo cargo de la gestión del establecimiento hospitalario
En 1751, Isidoro Gil de Jaz Regente de la Audiencia pidió a Fernando VI la centralización de las malaterias, arrancando de este modo el proceso de construcción del edificio del Hospicio y Hospital Real de Oviedo, ahora Hotel de la Reconquista. La construcción del antiguo hospicio acarreó la desaparición de las malaterias que rodeaban Oviedo quedando La Malateria como lugar de acogida de ancianos y enfermos desamparados.
En 1929 el antiguo edificio fue sustituido por un nuevo edificio construido gracias al legado de Víctor Julio Cano y Mata Vigil en cuyo honor fue bautizado como Albergue Cano Mata. En esta nueva andadura la gestión del centro recae en manos de Cáritas y el ayuntamiento de la ciudad. El Gobierno regional se hizo cargo de la gestión del edificio en 1982, convirtiéndolo en residencia para mayores.
En 2007 se crea un centro de día para personas sin techo.

## Actualidad
El Ayuntamiento de Oviedo iniciará los trámites para incluir en el catálogo de edificios y elementos de interés del concejo el edificio de La Malatería, en el barrio de San Lázaro. La Comisión de Urbanismo aprobó el 9 de mayo de 2008 esta propuesta de Asamblea de Ciudadanos por la Izquierda para proteger el edificio por su valor patrimonial e histórico.
La Malatería de San Lázaro forma parte de la red de Establecimiento Residenciales de Asturias (ERA) , es decir, es una residencia para personas de la tercera edad. 